# Voetbalkampioenschap van Strelitz-Voor-Pommeren 1924/25
In 1924/25 werd het derde voetbalkampioenschap van Strelitz-Voor-Pommeren gespeeld, dat georganiseerd werd door de Noord-Duitse voetbalbond. 
Stralsunder SV 07 werd kampioen en plaatste zich voor de Noord-Duitse eindronde. De club kreeg een pak rammel van Hamburger SV (14-0) en was uitgeschakeld. In mei 1925 besliste de Noord-Duitse bond om de competitie op te heffen. Pas in 1928 vonden de clubs terug een thuis op het hoogste niveau bij de Baltische voetbalbond. 

## Bezirksliga
| Plaats | Club                     | Wed. | W | G | V | Saldo | Ptn |
| ------ | ------------------------ | ---- | - | - | - | ----- | --- |
| 1.     | Stralsunder SV 07        | 4    | 4 | 0 | 0 | 17:2  | 8:0 |
| 2.     | BV 1919 Neustrelitz      | 4    | 3 | 0 | 1 | 18:7  | 6:2 |
| 3.     | FC 1914 Strelitz-Alt     | 4    | 3 | 0 | 1 | 13:7  | 6:2 |
| 4.     | SV 1899 Ostsee Stralsund | 4    | 2 | 0 | 2 | 12:7  | 4:4 |
| 5.     | SC Corso Strelitz-Alt    | 4    | 0 | 0 | 4 | 3:20  | 0:8 |
| 6.     | VfB Greifswald           | 4    | 0 | 0 | 4 | 0:20  | 0:8 |

|  | Kampioen, geplaatst voor Noord-Duitse eindronde |